# Marquesado de Casa Calvo
El marquesado de Casa Calvo es un título nobiliario español concedido por Carlos III el 20 de mayo de 1786 a Sebastián Nicolás Calvo de la Puerta y O'Farrill, Mariscal de Campo, Gobernador de Luisiana (1799-1801), caballero de la Orden de Santiago.

## Marqueses de Casa Calvo
|                         | Titular                                          | Periodo                 |
| Creación por Carlos III | Creación por Carlos III                          | Creación por Carlos III |
| ----------------------- | ------------------------------------------------ | ----------------------- |
| I                       | Sebastián Nicolás Calvo de la Puerta y O'Farrill | 1786-1820               |
| II                      | Pedro José Calvo y Peñalver                      | 1820-1837               |
| III                     | María Matilde Calvo y Cárdenas                   | 1837-1843               |
| IV                      | Ignacio de Peñalver y Calvo                      | 1843-1899               |
| V                       | Margarita de Foxá y Calvo                        | 1902-1904               |
| VI                      | Rafael Leónidas de Peñalver y Hernández          | 1908-1947               |
| VII                     | Rodolfo de Peñalver y Hernández                  | 1953-1956               |
| VIII                    | Joaquín Gumá y Herrera                           | 1956-1980               |
| IX                      | Joaquín Gumá y López-Serrano                     | 1984-2004               |
| X                       | José Elías de la Torriente y Calvo               | 2012-2022               |
| XII                     | Eduardo Martínez du Bouchet                      | 2025-actual titular     |

## Historia de los marqueses de Casa Calvo
- Sebastián Nicolás Calvo de la Puerta y O'Farrill (baut. La Habana, 14 de febrero de 1749-París, 27 de mayo de 1820), I marqués de Casa Calvo, Mariscal de Campo de los Reales Ejércitos, coronel de infantería del regimiento de Milicias de La Habana, caballero de la Orden de Santiago en 1771.  Fue gobernador de Luisiana y encargado por el rey Carlos III para entregar esta provincia a Francia.[2]

Se casó en la catedral de La Habana el 27 de mayo de 1781 con María Luisa de Peñalver y Navarrete, hija de Ignacio de Peñalver y Cárdenas, I marqués de Arcos, y de María Antonia Navarrete y Lanz. Le sucedió su hijo:
- Pedro José Calvo y Peñalver (baut. La Habana, 25 de agosto de 1783-Madrid, 24 de octubre de 1837), II marqués de Casa Calvo,[3]

Se casó el 29 de junio de 1803 con María Catalina de Cárdenas y Zayas, hija de Gabriel María de Cárdenas y Santa Cruz, II marqués de Cárdenas de Montehermoso, y de Juana Teresa Zayas y Santa Cruz.  Fueron padres de dos hijas, María Matilde, que sería la III marquesa de Casa Calvo, y María Luisa Calvo y Cárdenas.  Esta última se casó en primeras nupcias con Florentino Armenteros y Zaldívar y en segundas con Narciso de Foxá y Bassols, nacido en Barcelona, hijo de Narciso de Foxá y Mique, I conde de Foxá, y de María del Carmen Bassols y Foxá. La hija de este matrimonio, Margarita de Foxá y Calvo fue la V marquesa de Casa Calvo. Le sucedió su hija:
- María Matilde Calvo y Cárdenas (m. La Habana, 18 de junio de 1843), III marquesa de Casa Calvo.[6]

Se casó el 25 de noviembre de 1822 con Ignacio Peñalver y Peñalver, III marqués de Arcos, hijo de José María Peñalver y Navarrete, II marqués de Arcos, y de María del Carmen Peñalver y Cárdenas. Le sucedió su hijo:
- Ignacio de Peñalver y Calvo (baut. La Habana, 20 de noviembre de 1828-París, 5 de abril de 1899),  IV marqués de Casa Calvo por Real Carta de Sucesión en 1848, IV marqués de Arcos, por Real Carta de Sucesión de 9 de marzo de 1863, y caballero de la Orden de Santiago.[7]

Le sucedió su prima hermana, hija de su tía materna María Luisa Calvo y Cárdenas y de Narciso de Foxá y Bassols.
- Margarita de Foxá y Calvo (m. 1904), V marquesa de Casa Calvo.[5]

Se casó con Julio de Arellano y Arróspide (Bilbao, 1846-Viena, mayo de 1909), I marqués de Casa Arellano y diplomático. Sin descendencia le sucedió un tercer nieto del II marqués de Casa Calvo.
- Rafael Leónidas de Peñalver y Hernández (La Habana, 22 de abril de 1893-La Habana, 1 de agosto de 1947), VI marqués de Casa Calvo por Real Carta de Sucesión de 21 de noviembre de 1908,[10] hijo de Ramón de Peñalver y Montalvo y de María Luisa Hernández Armenteros, IV condesa de Santa María de Loreto.[11]

Soltero y sin descendencia, le sucedió su hermano:
- Rodolfo de Peñalver y Hernández, (La Habana, 25 de octubre de 1907-1982),  VII marqués de Casa Calvo, título revocado en ejecución de sentencia el 31 de marzo de 1956.[12]  Fue también  V conde de Santa María de Loreto desde 1961[13] y VI conde de San Fernando de Peñalver.[14]

Soltero, sin descendencia, sucedió por ejecución de sentencia judicial:
- Joaquín Gumá y Herrera (La Habana, 1909-1980),[15] VIII marqués de Casa Calvo[16] y VI conde de Lagunillas, título que rehabilitó en 1950.[17] Gran coleccionista de arte antiguo, especialmente piezas egipcias, griegas y romanas.[18]

Se casó en 1939 con María de la Caridad López Serrano. Le sucedió su único hijo:
- Joaquín Gumá y López-Serrano (1944-2004),[15] IX marqués de Casa Calvo[19] y VII conde de Lagunillas.[20]

Sucedió:
- José Elías de la Torriente y Calvo (m. 2022), X marqués de Casa Calvo.[21]

Sucedió:
- Eduardo Martínez du Bouchet (n. La Habana, 16 de julio de 1941), XI marqués de Casa Calvo,[22] IX conde de Casa Bayona,[23] X marqués de Arcos y VIII conde de Santa María de Loreto, hijo de Arturo Isidoro Martínez Hernández y de María Julia de la Caridad du Bouchet Cadaval.

Casó, en Nueva York en 1971, con Ada María Pérez-Daple.